# 白马桥街道
白马桥街道是中国湖南省宁乡市下辖街道办事处，位于宁乡市中北部、县城西南部。地缘上，辖境西北与菁华铺乡接壤，东北与城郊街道、玉潭街道相连，东南与历经铺街道为界，南与夏铎铺镇、坝塘镇毗邻，西南与回龙铺镇交接。辖域总面积20.8平方公里，常住人口约5万人（2000年人口普查20,458人）。

## 历史
1949年以前，白马桥属于洋泉乡九、十与十一保。1949年以后区划调整，属正农、狮顾两乡境；1958年“人民公社化”时改为白马桥公社，1961年白马桥公社下与辖域调小，1984年改为白马桥乡，属回龙铺区；1995年撤区并乡镇，直属县政府。

## 区划
2004年并村前，白马桥乡下辖五福桥、珍洲、浅水、白马桥、樟树、白龙6村和正农桥、凤形山2个社区居委会；2004年并村完成后，辖3社区2村即凤形山社区、正农社区、白马社区、白龙村与仁福村。

## 地理
五指水库是白马桥社区的水资源涵养地。
沩水河流经白马桥街道。

## 教育
- 小学：五福小学
- 初中：白马桥中学

## 交通
省道S209从东北向西南方向穿过白马桥街道。